# Fragile
Fragile este al patrulea album de studio al formației britanice de rock progresiv Yes. Lansat în noiembrie 1971 prin Atlantic Records, a fost primul album al formației împreună cu claviaturistul Rick Wakeman, care l-a înlocuit pe Tony Kaye. Albumul este alcătuit din nouă melodii; patru sunt melodii de grup în vreme ce restul de cinci sunt piese individuale ale fiecărui membru în parte. A marcat prima colaborare a formației cu artistul Roger Dean, care a realizat logoul formației și coperțile multor albume ulterioare.
Încă de la lansare Fragile a înregistrat un succes critic și comercial, fiind considerat primul album important al formației la nivel internațional. A ocupat locul 4 în Statele Unite și locul 7 în Regatul Unit. Albumul a primit două Discuri de Platină din partea Recording Industry Association of America pentru vânzarea a peste două milioane de exemplare.

## Origine
Pe 31 iulie 1971, în ziua ultimului lor concert din cadrul turneului de promovare a albumului The Yes Album, Tony Kaye a interpretat ultimul său concert cu formația înainte de absența sa de 13 ani. Kaye nu a fost de acord să extindă gama sa de instrumente cu claviatură și a refuzat să interpreteze la mellotron și sintetizator Moog. La mijlocul anului 1971 Yes a început repetițiile pentru următorul lor album care inițial trebuia să fie un album dublu, primul disc format din material de studio și al doilea din materiale live. Această idee nu a putut fi realizată din cauza timpului îndelungat de producție. O altă idee a fost ca albumul să fie înregistrat în Miami, Florida cu producătorul Tom Dowd; nici această variantă nu a fost aplicată.
Kaye a fost înlocuit cu Rick Wakeman, un claviaturist educat clasic care a părăsit formația Strawbs mai devreme în acel an. S-a alăturat formației în august 1971 când au repetat melodia "Heart of the Sunrise".

## Compoziție și înregistrare
Albumul a fost înregistrat în cinci săptămâni din septembrie 1971 la Advision Studios folosind un aparat analog pe 16 canale. Revista Rolling Stone a declarat că producția albumului a costat 30.000 de dolari. Eddy Offord, care a lucrat cu formația din 1970, și-a asumat rolul de producător și inginer de sunet. Conform lui Michael Tait, regizorul de lumini al formației, numele albumului a venit de la managerul lor Brian Lane care, în timp ce vorbea la telefon cu "un tip de la presă" despre noul album, "se uita la fotografii de la concertul de la Crystal Palace, a văzut monitoarele din fața scenei și, ca tot restul echipamentului, aveau gravat cuvântul 'Fragile' pe spate". Bruford a declarat că în realitate el a sugerat titlul deoarece formația "era în pragul destrămării" la vremea respectivă. Wakeman își amintește că, în timp ce formația înregistra, au fost aduși copii în studio pentru a-i vedea cântând.

## Copertă
Ilustrațiile de pe coperta albumului au fost realizate de artistul englez Roger Dean, care va realiza multe dintre coperțile ulterioare ale formației. Cu privire la design Dean a declarat "'Fragile' a fost foarte direct. Cred că formația și-a numit câteva dintre albume după starea lor psihologică iar 'Fragile' descrie psihicul formației. Și am abordat această idee foarte direct, pictând o lume fragilă care în cele din urmă se va rupe." A mai declarat: "'Fragile' a fost o copertă destul de complicată deoarece înăuntru se afla o carte. A fost elaborată deși nu a fost una dintre cele mai impresionante coperți de album Yes. Oarecum învățam meseria la vremea respectivă. Principalul element de pe copertă era o mică lume Bonsai cu o navă spațială din lemn zburând deasupra! Era menită să reprezinte o lume fragilă!"
Formația a dorit ca imaginea de pe copertă să fie un porțelan crăpat. Pentru a compromite, Dean a rupt planeta în două bucăți. Această idee a unei lumi rupte va continua pe albumul live al formației, Yessongs.

## Lansare
Fragile a fost lansat în Regatul Unit pe 26 noiembrie 1971 urmată de lansarea americană pe 4 ianuarie 1972. A ocupat locul 4 în Statele Unite în vreme ce în Regatul Unit a ocupat locul 7. Melodia "Roundabout" a fost lansată ca single în Statele Unite cu o durată de 3:27; a ocupat locul 13 în topul Billboard Pop Singles.

### Relansări
Fragile a fost lansat prima dată pe CD în Europa și Statele Unite în 1990. O ediție remasterizată pe CD și casetă realizată de Joe Gastwirt a urmat în 1994. În 2002 Rhino și Elektra Records au lansat Fragile în sunet stereo și sunet 5.1 surround pentru formatul DVD-Audio. Pe această ediție este inclusă și interpretarea melodiei "America".

## Lista de melodii
Fața A
1. "Roundabout" (Anderson, Howe) - 8:30
2. "Cans and Brahms" (Johannes Brahms, aranjament de Rick Wakeman) - 1:38
3. "We Have Heaven" (Anderson) - 1:40
4. "South Side of the Sky" (Anderson, Squire) - 8:02

Fața B
1. "Five Per Cent for Nothing" (Bruford) - 0:35
2. "Long Distance Runaround" (Anderson) - 3:30
3. "The Fish (Schindleria Praematurus)"  (Squire) - 2:39
4. "Mood for a Day" (Howe) - 3:00
5. "Heart of the Sunrise" (Anderson, Squire, Bruford) - 11:27

Ediția remasterizată din 2003
1. "America" (Muzica: Yes, Versuri: Paul Simon) - 10:33
2. "Roundabout (mix)" (Anderson, Howe) - 8:35

## Personal
Yes
- Jon Anderson - solist vocal, producție
- Bill Bruford - tobe, percuție, producție
- Steve Howe - chitare electrice și acustice, vocal, producție
- Chris Squire - chitară bas, vocal, producție
- Rick Wakeman - orgă Hammond, pian, pian electric RMI 368, Mellotron, sintetizator Moog, producție

Producție
- Roger Dean - fotograf, design copertă
- David Wright - fotograf
- Eddy Offord - inginer de sunet, producător
- Gary Martin - inginer asistent